# Betty Meggers
Betty Jane Meggers (Washington, DC, 5 de dezembro de 1921 - 2 de julho de 2012) foi uma arqueóloga dos Estados Unidos da América, especializada em cultura pré-colombiana.
Pesquisou nas áreas de arqueologia pré-histórica no Equador e no Brasil, principalmente nas áreas da Bacia Amazônica e do estuário, em especial na Ilha de Marajó, no Pará.

## Biografia
Betty Jane Meggers é filha de Edith e William Meggers. Entrou para a Universidade da Pensilvânia, graduando-se com título de bacharel em 1943, aos 22 anos, antes tendo atuado como voluntária no Smithsonian Institution. Um ano após, conseguiu o título de mestre pela Universidade de Michigan e, em 1946, o seu doutoramento pela Universidade de Colúmbia, com a dissertação intitulada The Archaeological Sequence on Marajo Island, Brazil, with Special Reference to the Marajoara Culture (A sequência arqueológica da Ilha de Marajó, Brasil, com uma referência especial à Cultura Marajoara), mostrando o grande interesse que desenvolvera pela arqueologia na América do Sul.
Ainda na Universidade de Columbia, conheceu Clifford Evans, curador e arqueólogo, com quem se casou em 13 de setembro do mesmo ano em que obteve o título de doutora. Clifford mais que colega e marido, tornou-se um grande colaborador do seu trabalho, tendo viajado com ela várias vezes à América do Sul, em expedições arqueológicas.
Nos anos de 1960, Betty Meggers, Clifford Evans e outros arqueólogos brasileiros fundaram o PRONAPA (Projeto Nacional de Pesquisas Arqueológicas) e o PRONAPABA (Projeto Nacional de Pesquisas Arqueológicas na Bacia Amazônica). Foram os responsáveis pela criação de uma geração de arqueólogos em todo o Brasil.

## Influências na Arqueologia Sul-americana
As idéias propostas por Betty Meggers, continuam vigentes até os dias de hoje. Grande parte dos arqueólogos que trabalham nas regiões da Amazônia, se baseiam em suas teorias de adaptação humana na floresta tropical e expansão dos povos.
Betty Meggers acreditava que nenhuma população pré-histórica conseguiria manter grandes sociedades na floresta amazônica, devido a pobreza dos solos e a escassa quantidade de recursos. Sociedades como as encontradas na Ilha de Marajó seriam uma conseqüência de migrações andinas ou circum-caribenhas e, ao chegar em áreas de floresta amazônica, teriam "involuído" e entrado em decadência. 
Uma outra grande contribuição é sobre as migrações dos povos falantes do tronco lingüístico Tupi. Ela associa que os grupos ceramistas pré-históricos fabricantes de uma cerâmica da Tradição Polícroma da Amazônia estariam relacionados aos povos falantes do tronco Tupi, mais especificamente da região de Rondônia entre o rio Madeira e o rio Guaporé .